# والتر وير
والتر وير هو سياسي كندي، ولد في 7 يونيو 1929 في مانيتوبا في كندا، وتوفي في 17 أبريل 1985 في كندا. حزبياً، نشط في Progressive Conservative Party of Manitoba ‏. وقد انتخب member of the Legislative Assembly of Manitoba ‏ عن دائرة Minnedosa (electoral district) ‏ (14 مايو 1959 – 1 سبتمبر 1971) وانتخب Premier of Manitoba ‏ (27 نوفمبر 1967 – 15 يوليو 1969).